# Archanara sparganoides
Archanara sparganoides är en fjärilsart som beskrevs av Bang-haas 1927. Archanara sparganoides ingår i släktet Archanara och familjen nattflyn. Inga underarter finns listade i Catalogue of Life.